# Gelehrtenschule des Johanneums
Die Gelehrtenschule des Johanneums, kurz Johanneum, ist das älteste Gymnasium Hamburgs. Es wurde 1529 auf Anregung von Johannes Bugenhagen gegründet und war anfangs im während der Reformation aufgehobenen Johanniskloster untergebracht, von dem auch der Name Johanneum abgeleitet ist. 1840 bezog die Schule einen klassizistischen Neubau am Speersort; seit 1914 ist sie in Hamburg-Winterhude ansässig. 

## Geschichte
Das Johanneum wurde von Johannes Bugenhagen, dem geistlichen Gesandten des Reformators Martin Luther, gegründet. 1528 kam er nach Hamburg, um der Stadt eine evangelisch-lutherische Kirchenordnung, die Erbarn Stadt Hamborch Christlike Ordeninge, zu geben. Dazu gehörte die Einrichtung einer Gelehrtenschule. Am 24. Mai 1529 öffnete das Johanneum zunächst im Gebäude des säkularisierten Dominikanerklosters St. Johannis, auf dem Gelände des heutigen Rathausmarktes als „Latinsche Schole“ seine Pforten. Die eigentlichen Schulräume befanden sich in Fachwerkbauten im Innenhof des Klosters. Erster Rektor war Theophilus Hermelates. Anfangs war das Johanneum eine reine Gelehrtenschule, später wurde auch ein Bürgerschulzweig eingerichtet, aus dem das spätere Realgymnasium des Johanneums hervorging.

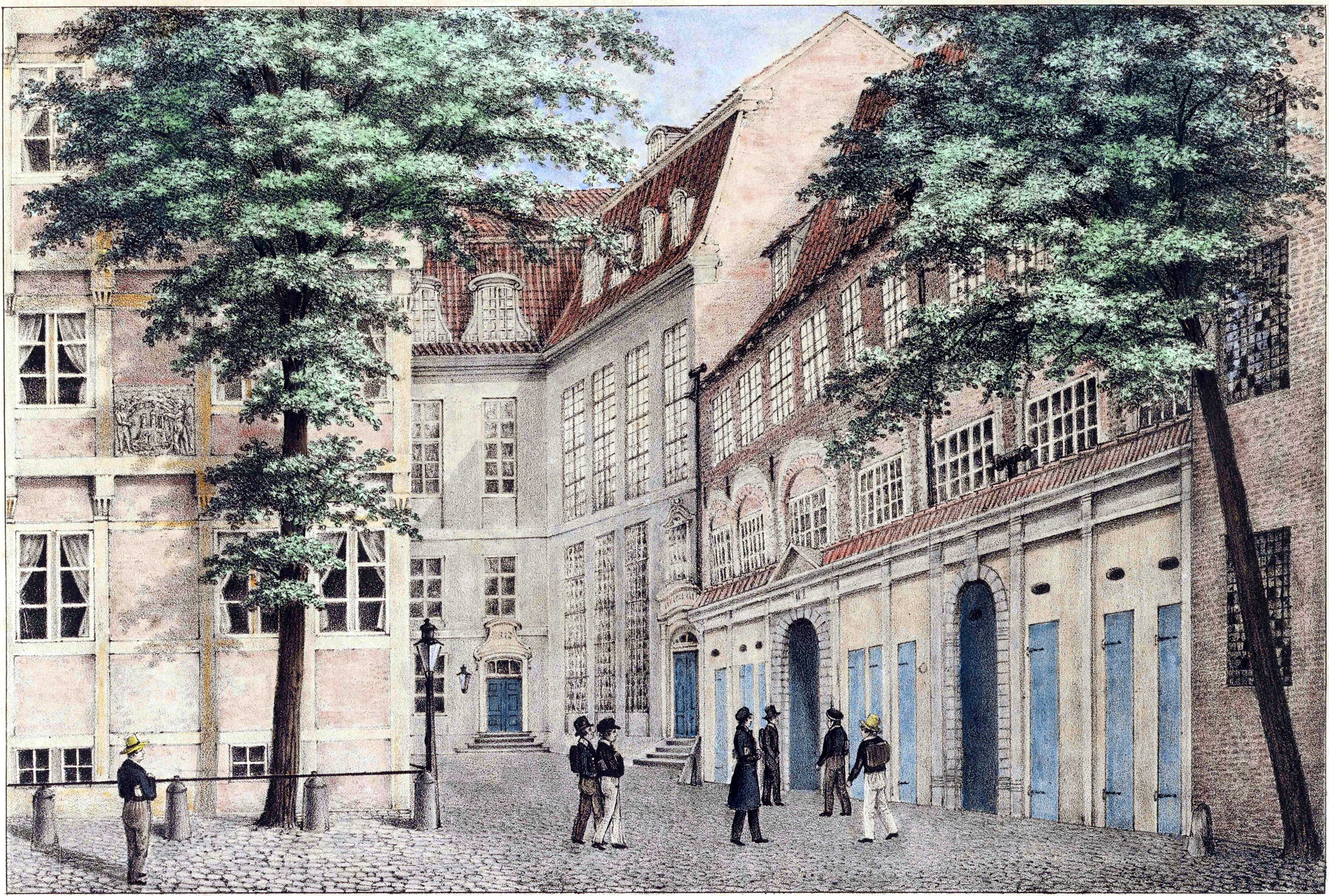
Johanneum, Gymnasium und Stadtbibliothek im alten St. Johannis-Kloster (bis 1840)

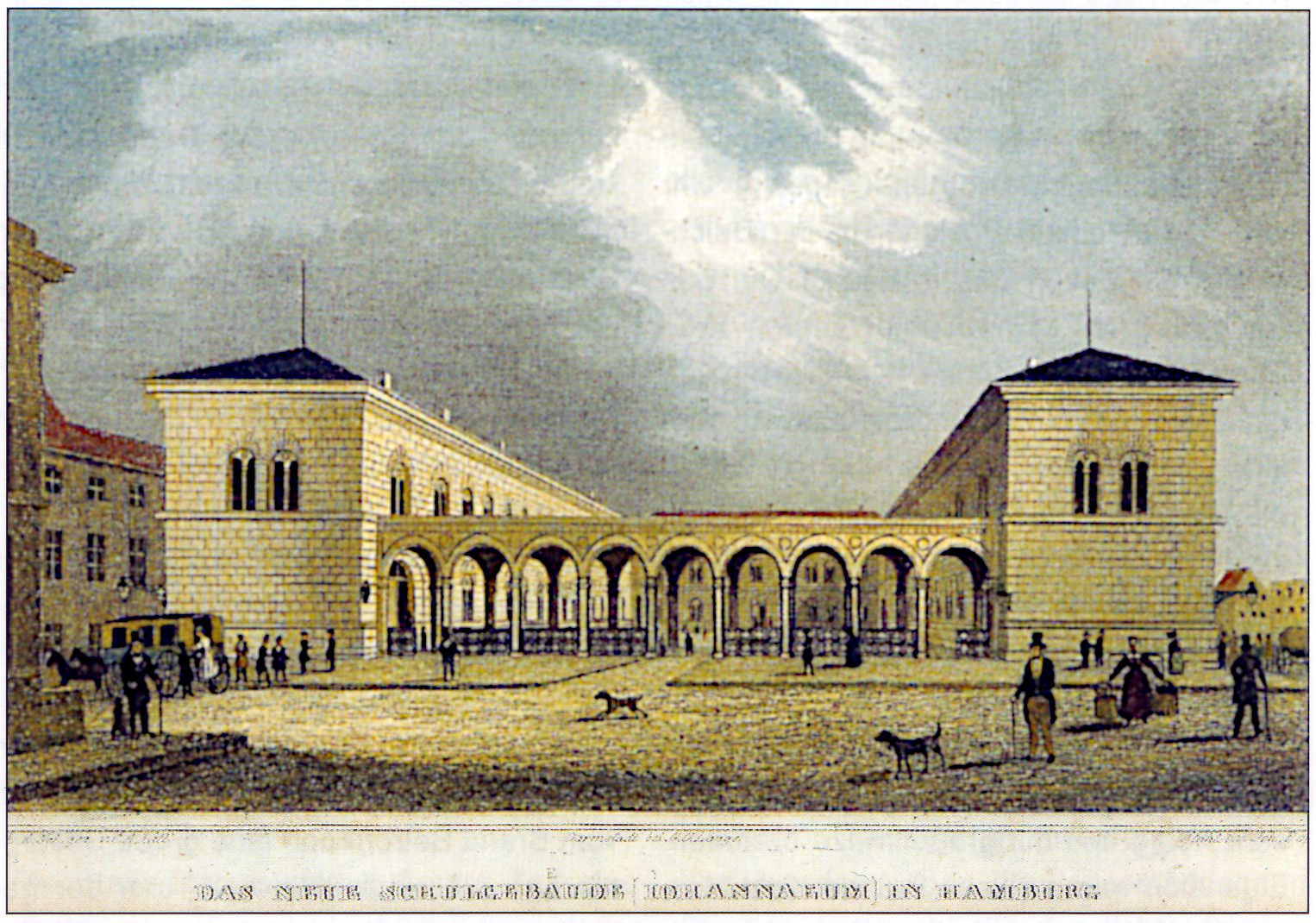
Das neue Johanneum am Speersort mit getrennten Flügeln für Real- und Gelehrtenschule, erbaut von Carl Ludwig Wimmel, um 1840 (Gemälde von Carl Lill)

Im Johanneum wurde das Patriziat der Stadtrepublik Hamburg humanistisch erzogen, bedeutende Gelehrte und Autoren der Frühaufklärung wirkten hier (Hermann Samuel Reimarus, Barthold Heinrich Brockes, Michael Richey, Johann Albert Fabricius und andere), Georg Philipp Telemann und Philipp Emanuel Bach waren hier Kantoren, und dies stiftete eine anhaltende Tradition und Reputation.

### Neubau am Speersort
1826 erging der Auftrag für den Neubau der Schule, der jedoch wegen Geldmangels zunächst nicht umgesetzt werden konnte. Von 1838 bis 1840 entstand schließlich der Neubau am Speersort auf dem Gelände des 1806 abgerissenen Domes, wo einst die Keimzelle Hamburgs lag, die sogenannte Hammaburg. Zugleich wurde das mittelalterliche Johannis-Kloster abgerissen. Der imposante klassizistische Neubau nach Entwürfen von Carl Ludwig Wimmel und Franz Gustav Forsmann, verfügte über einen Mittelbau und zwei Flügelbauten, die zur heutigen Domstraße hin durch Arkaden miteinander verbunden waren, und beherbergte neben den beiden Schulen des Johanneums (Gelehrtenschule und Realschule) auch die spätere Staats- und Universitätsbibliothek, das Akademische Gymnasium (bis zu dessen Auflösung 1883) sowie mehrere Museumssammlungen. Dem Bau lagen konkurrierende Entwürfe von Alexis de Chateauneuf und Carl Ludwig Wimmel zugrunde. Der Neubau überstand den Großen Brand von 1842, der zahlreiche Gebäude ringsum – darunter auch die Petrikirche – in Flammen aufgehen ließ.

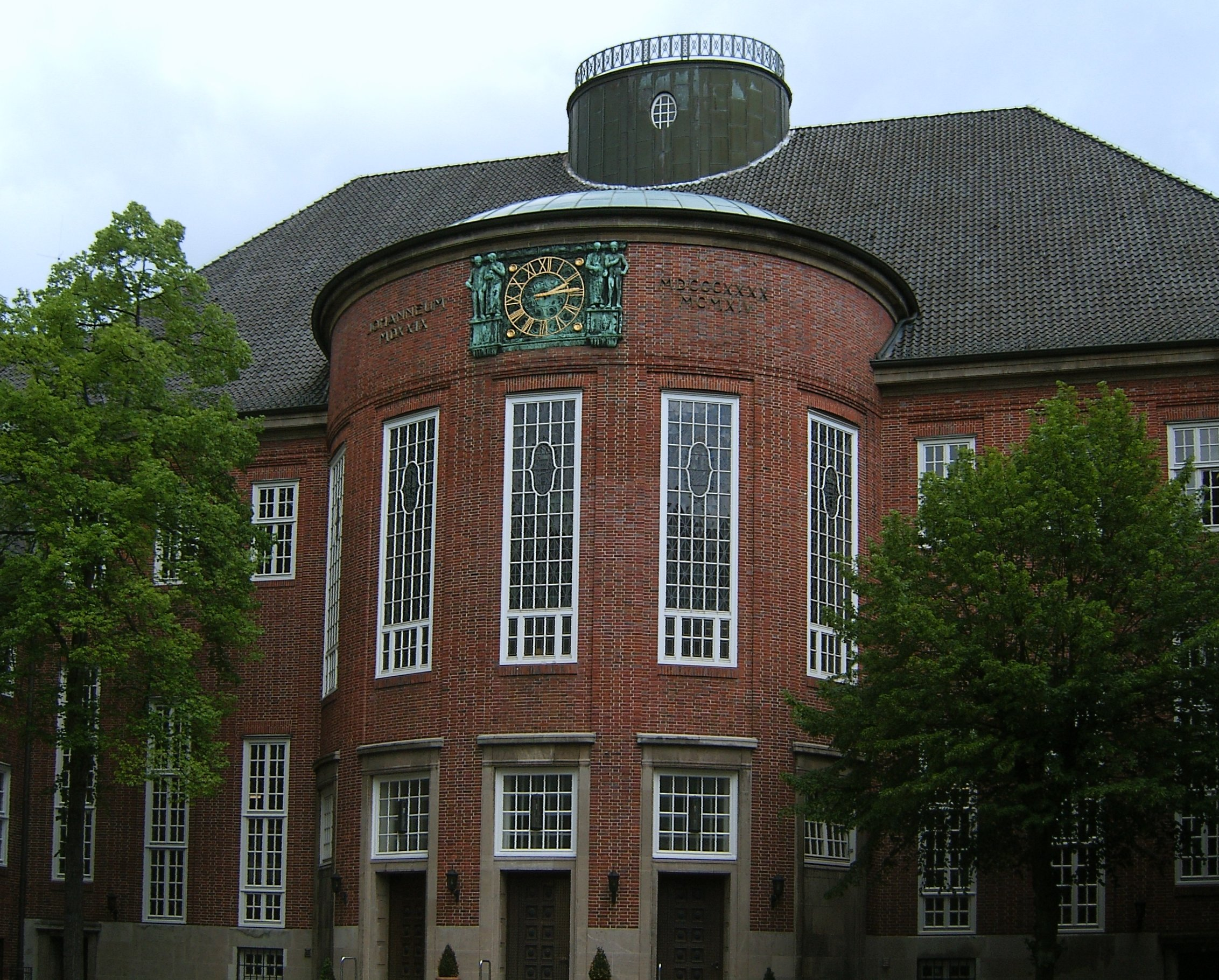
Die Schule heute

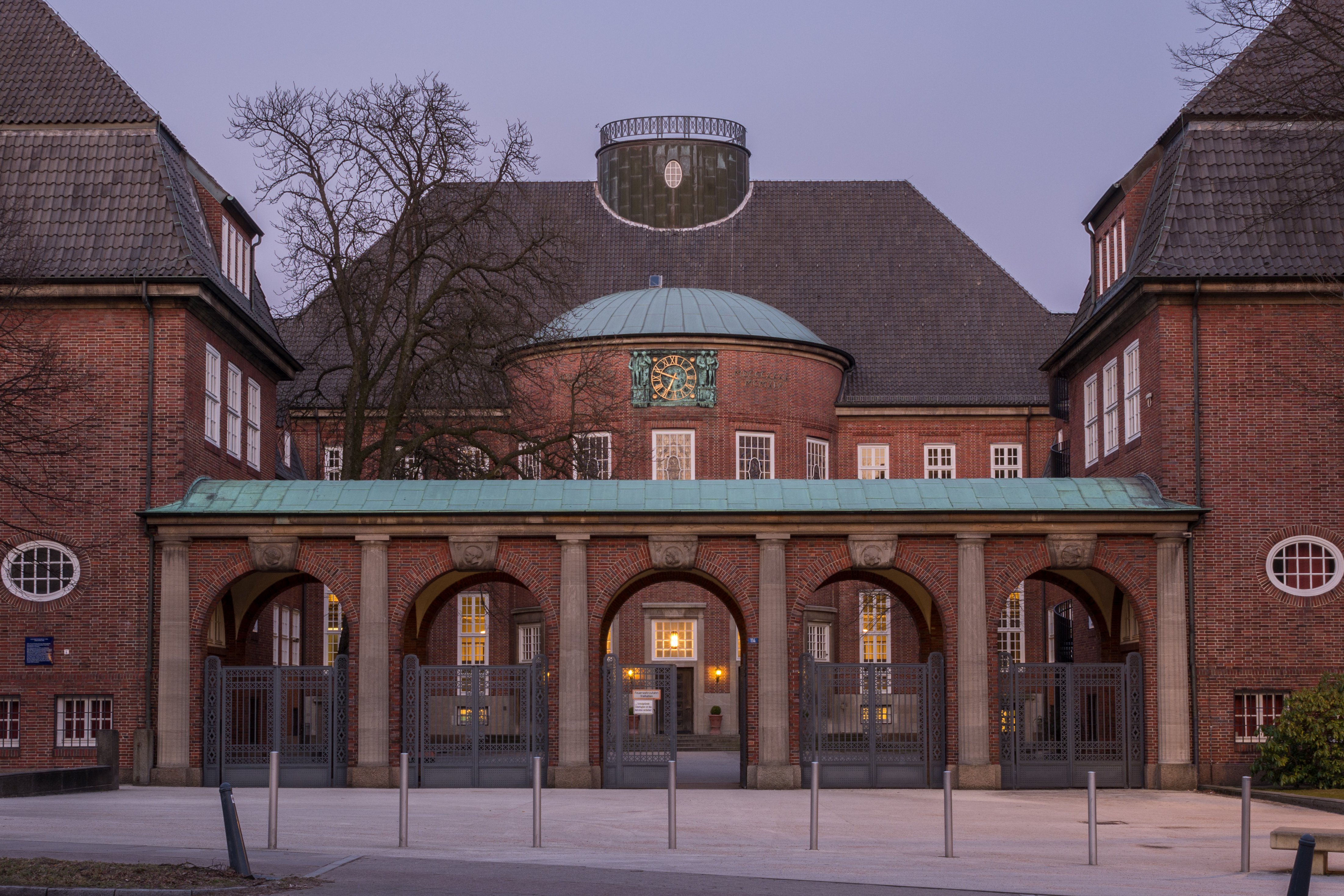
Eingang der Schule

### Neubau Maria-Louisen-Straße
Nachdem der Realschulzweig bereits 1876 in ein eigenes Gebäude (das heutige Museum für Kunst und Gewerbe) umgezogen war, zog 1914 auch die Gelehrtenschule in den heutigen, von Fritz Schumacher entworfenen Gebäudekomplex in der Maria-Louisen-Straße, während das alte Gebäude am Speersort nun ganz von der Staats- und Universitätsbibliothek Hamburg sowie der Commerzbibliothek genutzt wurde.
Eine zentrale Rolle in der NS-Zeit spielte Werner Puttfarken, der im Januar 1933 zum Schulleiter des Johanneums gewählt und im Juli 1933 im Amt bestätigt wurde. Puttfarken, seit April 1933 Mitglied des Nationalsozialistischer Lehrerbunds und am 1. Mai 1933 in die NSDAP eingetreten war, galt als „politisch zuverlässig“. In der Juniausgabe 1933 der Zeitschrift „Das Johanneum“ unterzeichnete Puttfarken ein Gelöbnis zum Nationalsozialistischen Staat mit. Von April 1934 bis September 1936 war er Ortsgruppenleiter der NSDAP sowie zwischenzeitlicher Blockleiter. Ab 1. Juli 1938 leitete er als Oberstudiendirektor die Schule bis Mitte 1942. Ralph Giordano, der das Johanneum von 1933 bis 1940 besuchte, beschrieb Werner Puttfarken in seinem Roman Die Bertinis unter dem leicht abgewandelten Namen „Pottferk“. Auf Puttfarken folgte Erwin Zindler, der dann im Juni 1945 auf Anweisung der  britischen Militärregierung suspendiert wurde.
Bei der Bombenangriffen auf Hamburg 1943/44 wurde der Altbau weitgehend zerstört, die Reste (u. a. der Arkadengang) wurden 1955 für Straßenverbreiterungen beseitigt (2005 wurden die Fundamente bei archäologischen Grabungen auf dem Domplatz wieder freigelegt). Die Gesamtanlage des Johanneums in der Maria-Louisen-Straße mit den Schumacher-Bauten steht seit 1979 unter Denkmalschutz. Das von Engelbert Peiffer geschaffene Bugenhagen-Denkmal im Hof steht schon seit 1958 unter Denkmalschutz.
1948, drei Jahre nach Ende des Zweiten Weltkriegs, besuchte eine Schülergruppe des Johanneums London. Frederick Wilkinson, der Schulleiter der Latymer Upper School in Hammersmith, London, England war der Überzeugung, dass nur gegenseitiges Kennenlernen junger Menschen Verständigung, Versöhnung und damit einen dauerhaften Frieden in Europa herbeiführen könne. In diesem Geiste initiierte er den Schüleraustausch, der seitdem jedes Jahr stattfindet. Später kam die Godolphin and Latymer School dazu. Außerdem wird in junger Tradition der Austausch mit Schülern und Schülerinnen aus Griechenland betrieben. Es gibt auch einen Orchesteraustausch mit den beiden Londoner Partnerschulen. Seit 1982 besteht außerdem ein Hockey-Austausch mit dem Magdalen College in Oxford. 1989 hat das Johanneum als eine der ersten Schulen in Hamburg einen Schulaustausch mit Polen aufgebaut.
Stets wohl dotiert, beherbergt es heute noch eine bedeutende historische Bibliothek, die der Forschung auch zugänglich ist. In anfeuernder Konkurrenz mit dem erst 250-jährigen Christianeum, das 1937 mit Altona zu Hamburg kam, hielt es hohe Maßstäbe aufrecht. Es vertritt auch heute noch einen humanistisch-bildungsbürgerlichen Anspruch und nach wie vor kann man hier sein Abitur in den alten Sprachen Latein oder Altgriechisch ablegen. Auch die Studienreisen im Schuljahr des Abiturs müssen zu antiken Stätten führen.
Die Koedukation begann am Johanneum spät. Zwar wurden schon früher einzelne Mädchen in den oberen Klassen aufgenommen, aber erst 1976 wurden die ersten Mädchen in die Sexta eingeschult.
Im Johanneum gibt es aktuell zwei aktive Theater-AGs. Des Weiteren finden halbjährlich Konzerte der Orchester und Chöre statt, die Sommer- und Weihnachtskonzerte. Seit 2004 hatte das Johanneum die Schülerzeitung, „Der Chauffeur“, die inzwischen eingestellt wurde. Dafür ist Ende 2011 die neue Schülerzeitung „Humanistisches Manifest“ erschienen, die ebenfalls abgesetzt wurde. Mittlerweile erscheint regelmäßig die Zeitschrift „Johanneum“, und jährlich die Res Gestae.

### Forum Johanneum
Das Johanneum hat durch die Millionenspende eines Mäzens einen großen Neubau erhalten. Es handelt sich um ein dreigeschossiges Gebäude mit einer Gesamtfläche von 2200 Quadratmetern, das Kunst- und Musikräume, eine Cafeteria, einen Theater-Probenraum und eine Sporthalle enthält. Das Forum Johanneum wurde am 24. Mai 2007 als ein neues Gebäude feierlich eröffnet.

Auf der Südfassade befindet sich eine Inschrift in Altgriechisch. Sie bedeutet übersetzt: „Alle Menschen streben von Natur aus nach Wissen“ und ist ein Zitat aus Aristoteles’ Metaphysik.

### Das Stufenhaus
Im Sommer 2015 wurde damit begonnen, auf dem Schulgelände einen weiteren Neubau zu errichten. Er ersetzt die acht in Containerbauweise errichteten provisorischen Klassenräume, die seit Sommer 2008 zwischen dem Hauptgebäude und dem Forum aufgestellt wurden. Beim Stufenhaus handelt es sich um ein dreigeschossiges Gebäude mit einer Gesamtfläche von 1460 Quadratmetern. Es beherbergt zwölf Klassenräume sowie fünf Differenzierungsräume und wurde nach der feierlichen Eröffnung am 17. November 2016 von zunächst acht Klassen am 24. November 2016 bezogen.

Der Name „Stufenhaus“ entstand in Anspielung auf eine gestalterische Besonderheit des Gebäudes: Die Terrassen („Stufen“) der großen Außentreppe sind mit Sinnsprüchen in verschiedenen Sprachen, einschließlich der Sprache der Mathematik, versehen. Die Konzeption und Reihenfolge der Sinnsprüche symbolisiert den Verlauf der in der Schulzeit unterrichteten Sprachen. Zudem bildet die Mathematik mit dem Satz von Pythagoras eine Brücke zwischen den antiken Naturphilosophen und der heutigen Zeit.

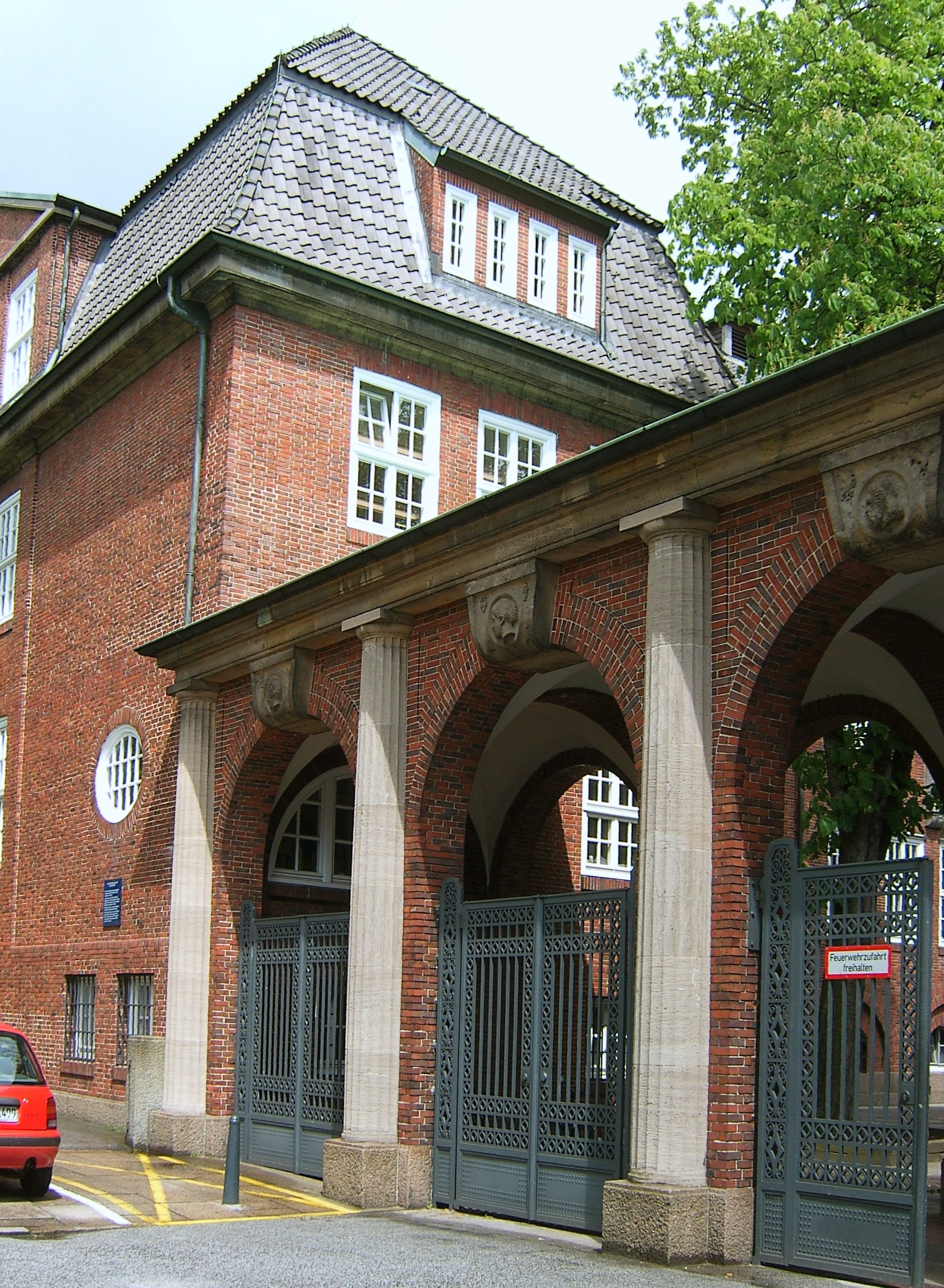
Eingangstor
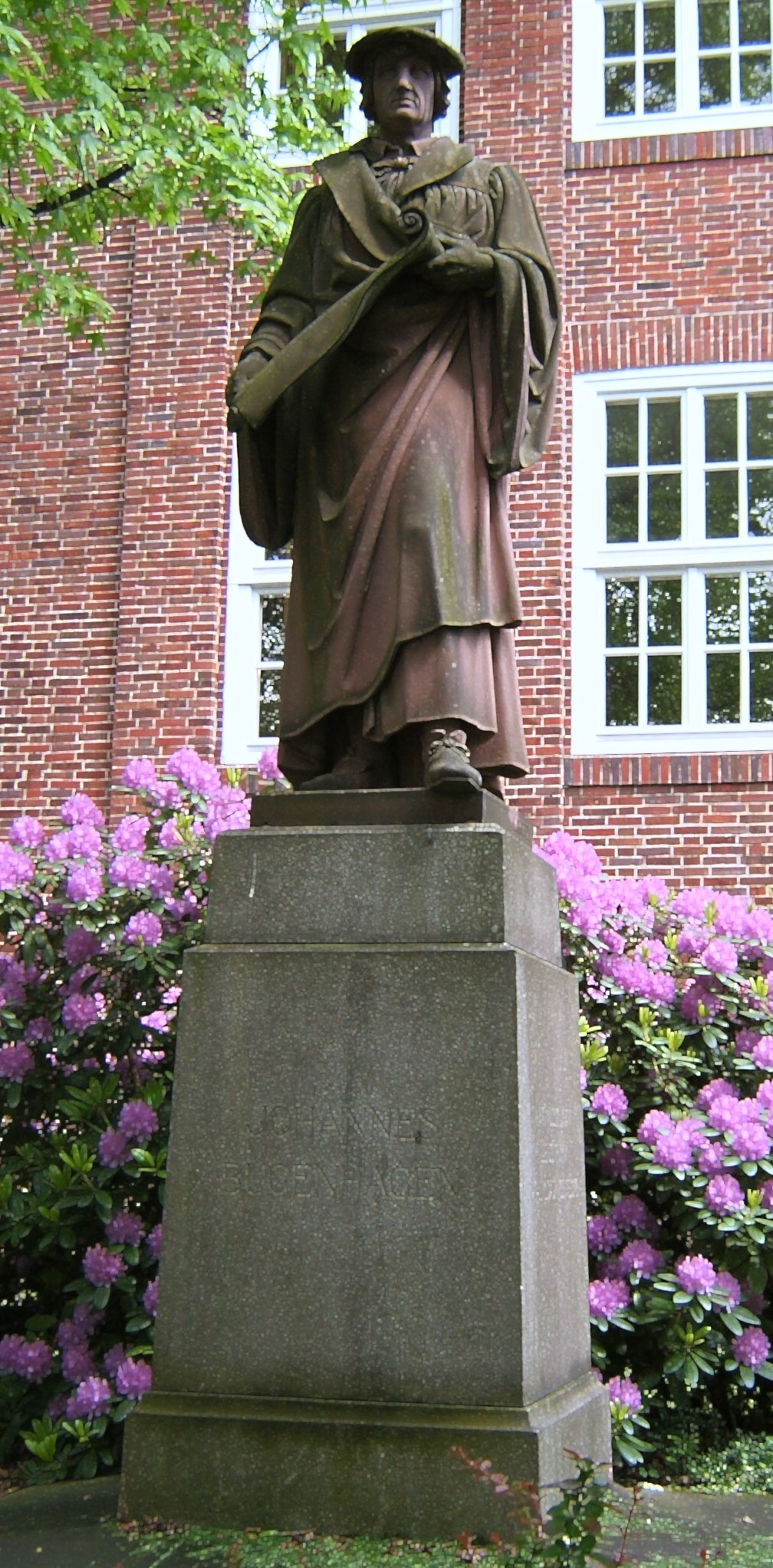
Johannes Bugenhagen: Denkmal ursprünglich 1885 im Hof des alten Johanneums aufgestellt. Von Engelbert Peiffer (Pfeiffer)
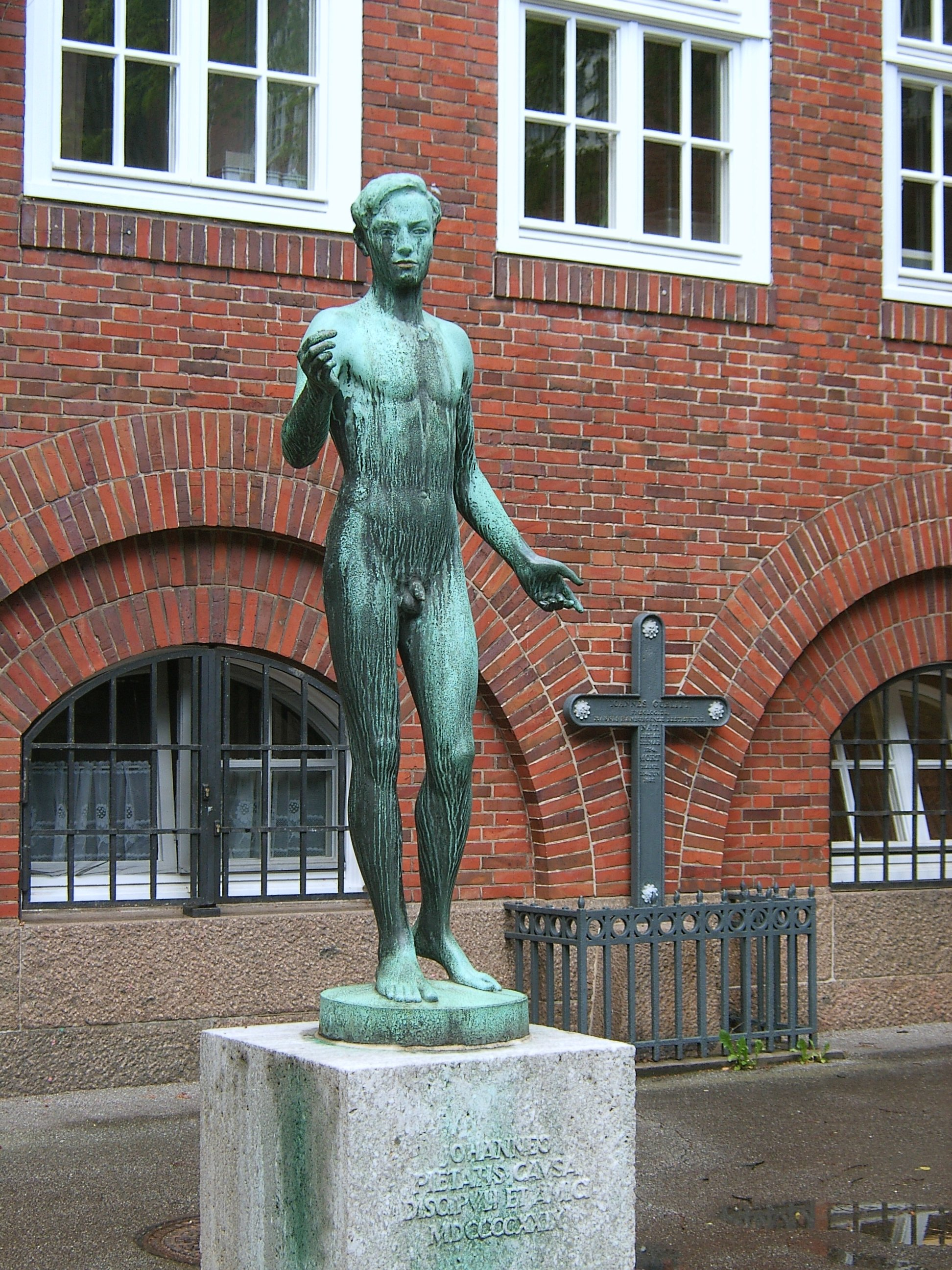
Innenhof Die Inschrift auf dem Steinsockel lautet: JOHANNEO PIETATIS CAUSA: DISCIPULI ET AMICI. MDCCCCXXIX. Die Statue wurde dem Johanneum 1929 zum 400-jährigen Jubiläum von ehemaligen Schülern gestiftet. Bildhauer: Richard Kuöhl
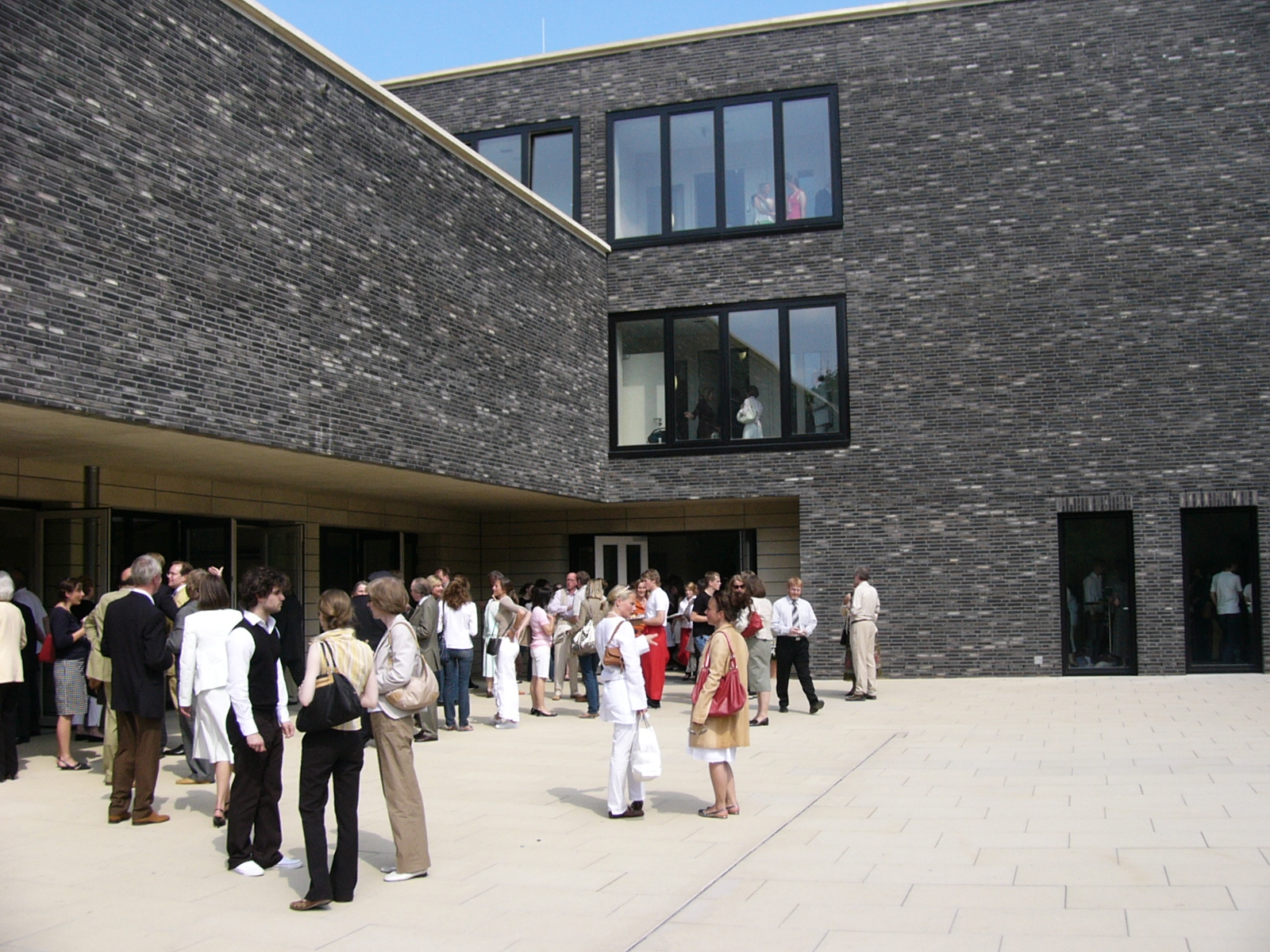
Das neue Forum Johanneum am Tag der Einweihung

- Innenhof
Die Inschrift auf dem Steinsockel lautet:
JOHANNEO
PIETATIS CAUSA:
 DISCIPULI ET AMICI.
 MDCCCCXXIX.
Die Statue wurde dem Johanneum 1929 zum 400-jährigen Jubiläum von ehemaligen Schülern gestiftet.
Bildhauer:
Richard Kuöhl
- Das neue Forum Johanneum am Tag der Einweihung

## Kantoren
Der Kantor des Johanneums war seit der Gründung nicht nur Lehrer der Schule, sondern auch zuständig für die Musik an den Hamburger Kirchen. Dabei waren die Schüler des Johanneums zum Kirchengesang verpflichtet. Der erste namentliche bekannte Cantor Johannei war Eberhard Decker, der das Amt von 1580 bis 1605 innehatte. Ihm folgten bis 1822, als das Amt aufgehoben wurde, sieben Kantoren nach. Die bekanntesten unter ihnen waren Georg Philipp Telemann, der die Stelle 46 Jahre innehatte, und sein Nachfolger Carl Philipp Emanuel Bach.

## Bibliothek
Die Hauptbibliothek der Schule (Bibliotheca Johannei) umfasst mehr als 55.000 Bände mit einem bedeutenden Altbestand. Das älteste Buch ist eine lateinische Bibel-Inkunabel aus dem Jahre 1491. Die alte Bibliothek gliedert sich in zwei Bereiche:
- Eine wissenschaftliche Bibliothek. Die Basis wurde durch Stiftungen und Schenkungen namhafter Hamburger Privatgelehrter mit einer Fülle von erstklassigen Ausgaben und Kommentaren griechischer und lateinischer Autoren gelegt. Manche Autoren sind von den Wiegendrucken des Humanismus bis in die Gegenwart in lückenloser Reihe vertreten.
- Eine literarische Bibliothek. Der Grundstock ist die griechische und lateinische Literatur; dazu kommt die deutsche mit Schwergewicht auf der Weimarer Klassik. Die Weimarer Goethe-Ausgabe ist ebenso vorhanden wie die Nationalausgabe der schillerschen Werke. Auch Erstausgaben bzw. Ausgaben letzter Hand von Herder, Wieland und Jean Paul gehören dazu. Die englische, französische, italienische Literatur – jeweils in Übersetzung wie in Originalausgaben – ist stark vertreten.

Die Bibliothek befand sich bis Sommer 2008 im Umbau, da die Bibliothek noch mehr für Schüler zugänglich sein sollte – bisher war sie nur für Oberstufenschüler zugänglich. Seit Oktober 2007 wurden die alte Bibliothek sowie ein alter Kunstsaal in die neue Bibliothek umgebaut. Der Bau ist inzwischen nach einigen Verzögerungen abgeschlossen und wurde am 11. November 2008 eingeweiht.
In der sogenannten neuen Bibliothek finden sich nun Handbücher für alle Unterrichtsfächer, dazu sind die folgenden Nachschlagewerke zu rechnen: Paulys Realencyclopädie der classischen Altertumswissenschaft, die Encyclopædia Britannica, die französische Enzyklopädie von Diderot und d’Alembert, die Allgemeine Deutsche Biographie, das Lexikon des Mittelalters, das Deutsche Wörterbuch der Brüder Grimm, der Thesaurus Linguae Latinae oder Kindlers Neues Literaturlexikon.

## Veranstaltungen
In Anlehnung an die Foren im Römischen Reich ist Forum Johanneum der Name einer kontinuierlichen Vortragsreihe am Johanneum, in deren Rahmen auch viele bekannte Personen als Redner aufgetreten sind, unter anderem:
- Susan Elbow, ehemalige Generalkonsulin der USA in Hamburg
- Ralph Giordano (1923–2014), Journalist, Schriftsteller und Regisseur
- Ulrich Greiner (* 1945), Journalist und Literaturkritiker (Literaturchef der Die Zeit)
- Henning Voscherau (1941–2016), Notar und Politiker der SPD (ehemaliger Erster Bürgermeister Hamburgs)
- Reinhard Kahl (* 1948), Journalist und Autor
- Udo Röbel (* 1950), Journalist und Autor (ehemaliger BILD-Chefredakteur)
- Schimon Stein (* 1948), israelischer Botschafter

## Realgymnasium des Johanneums
Aus den innerhalb der Gelehrtenschule begründeten Bürgerschulklassen ging 1834 eine Realschule hervor, die 1868 als lateinpflichtige Realschule 1. Ordnung anerkannt und ab 1876 als Realgymnasium bezeichnet wurde. Die Schule war zunächst ebenfalls am Speersort untergebracht, zog 1876 in die Gewerbeschule vor dem Steintor (heute: Museum für Kunst und Gewerbe) und erhielt 1905 einen eigenen Neubau an der Armgartstraße 24 in Hohenfelde. 1937 wurde die Schule in Oberschule für Jungen an der Armgartstraße umbenannt. 1950 erfolgte die Zusammenlegung mit dem Gymnasium St. Georg, das 1966 nach Horn verlegt und 2005 geschlossen wurde. Das Gebäude in der Armgartstraße wird heute von der Hochschule für Angewandte Wissenschaften genutzt.

## Ruderclub

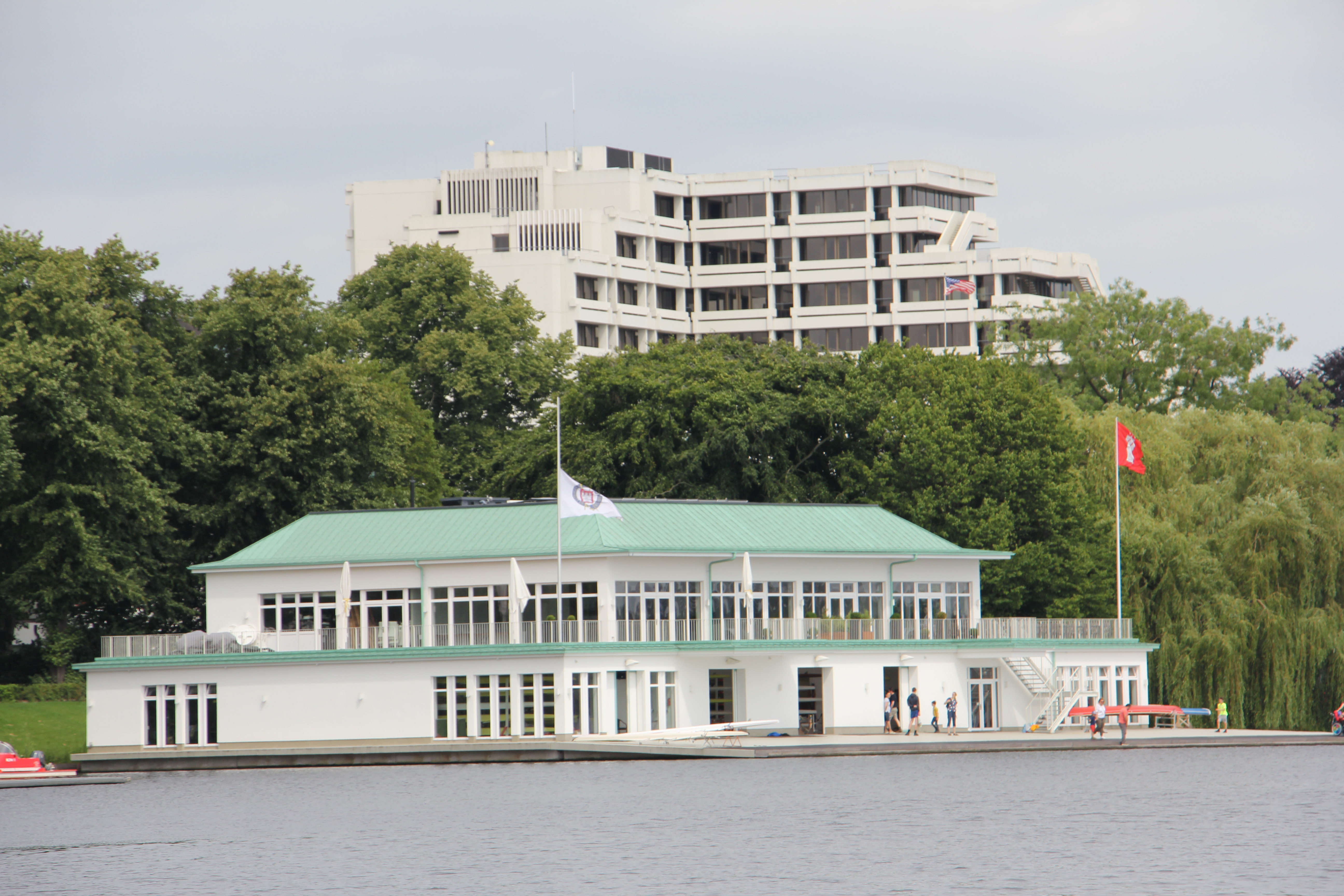
Trainingszentrum des RdJ am Alsterufer 21

Der Ruderclub des Johanneums (RdJ) besteht formell seit 1910; seine Anfänge gehen jedoch bereits auf das Jahr 1887 zurück, als eine Gruppe von Johanneums-Schülern beschloss, den Schulweg vom Uhlenhorster und Harvesterhuder Ufer zum damaligen Johanneum in der Innenstadt per Boot zurückzulegen. Im Jahr 1920 erhielt der Club eine eigene Flagge, einen braunen Stander mit weißem Kreuz und „RdJ“ im weißen Feld.
Das Angebot des RdJ beschränkt sich auf Wanderrudern, Wettkampfrudern, Ergometerrudern, Jugendausbildung, Freizeitrudern, Schulrudern. Der RdJ trainiert, wie auch der Ruderclub des Wilhelm-Gymnasiums beim Hamburger und Germania Ruder Club an der Außenalster.